# Pierre Lavedan
Pour les articles homonymes, voir Lavedan (homonymie).
Pierre Lavedan, né le 29 mai 1885 à Boulogne-sur-Seine et mort le 31 mars 1982 à Malakoff, est un historien et urbaniste français.

## Biographie
Après des études au lycée Henri-IV de Paris, il devient normalien (1906), puis docteur ès-lettres. Il commence sa carrière comme professeur aux lycées de Limoges et de Reims, puis aux universités de Toulouse et de Montpellier et à la Sorbonne. Il intervient notamment en qualité de chargé de cours d'histoire de l'art de la Catalogne à la Faculté des lettres de Paris (Sorbonne) à partir de 1929. Devenu professeur en 1938, il succède cinq ans plus tard à René Schneider et devient titulaire de la chaire d’histoire de l’art moderne, où il eut pour successeur André Chastel (1956).
Il enseigne à l’École des Beaux-Arts, à l’Institut d’urbanisme de l’Université de Bruxelles, à l’université de Tübingen et enfin à l’Institut d’Art et d’Archéologie de Paris.
En 1942, il est nommé directeur de l'Institut d’urbanisme de Paris et directeur de la revue La Vie Urbaine, fondée en 1919.
Pierre Lavedan a écrit de nombreux articles et une trentaine d’ouvrages sur l'histoire de l'urbanisme, la géographie des villes, et l'histoire de l’art.

## Publications
- Qu’est-ce que l’urbanisme ?, A. Taffin-Lefort, 1926.
- Histoire de l’urbanisme, Éditions Laurens, Paris, 3 vol.
- Géographie des villes, Paris, Gallimard, 1936.
- Un certain Paris de Schwarz-Abrys, Éditions Galerie Delpierre, Paris, 1947.
- Les villes françaises, Paris, Vincent et Fréal, 1960.
- Histoire de l'urbanisme à Paris, Paris, Hachette, 1975, in-4° (volume de la Nouvelle histoire de Paris)
- Léonard Limosin et les émailleurs français, Librairie Renouard: Éditions Henri Laurens
- La question du déplacement de Paris et du transfert des Halles au conseil municipal sous la monarchie de Juillet, Ville de Paris Commission des travaux historiques, 1969

## Documentation
Une partie de sa documentation photographique est déposée à l'Institut national d'histoire de l'art.